# Kation
Kation, též kationt, je kladně nabitý ion, obvykle atom nebo molekula, která odevzdala elektron (nebo pohltila kationty vodíku, volné protony). Kation má v elektronovém obalu méně elektronů než odpovídající atom. Při elektrolýze putuje směrem ke katodě.

## Vznik
Kationty většinou vznikají z elektropozitivních prvků, například draslíku, hořčíku nebo kobaltu:
K → K+ + e−.
Mohou však také vznikat z molekul, např. amonný kation z molekuly amoniaku:
NH3 + H+ → NH4+
nebo oxoniový kation z vody:
H2O + H+ → H3O+.

## Příklady
- (jedno)atomové kationty
  - sodný kation Na+I
  - vápenatý kation Ca+II
  - hlinitý kation Al+III
  - titaničitý kation Ti+IV

- molekulové kationty
  - amonný kation NH4+
  - oxoniový kation H3O+
  - uranylový kation UO2+II

## Poznámka
V 1. pádě jednotného čísla jsou podle Ústavu pro jazyk český AV ČR, v. v. i., možné dvě formy „kation“ a „kationt“. Ve 4. pádě jednotného čísla je pak přípustná pouze varianta „kation“.
Na stránkách nakladatelství Maxdorf, předního českého vydavatele odborné lékařské literatury, se v seznamu častých chyb zmiňuje následující: „kationt/kation – korektní je v 1. pádu j. č. pouze tvar “kation”, “t” je přítomno v dalších pádech; tvar s “t” na konci se dříve považoval za hrubou chybu, podobně jako by bylo např. ten chiasmat, pankreat apod.; s poklesem znalostí klasických jazyků se dnes tento tvar připouští“.